# V/H/S Viral
Pour les articles homonymes, voir VHS.
Série
V/H/S/2
(2013) V/H/S 94
(2021)
Pour plus de détails, voir Fiche technique et Distribution.
V/H/S Viral est un film à sketches d'horreur found footage américano-espagnol réalisé par Justin Benson, Gregg Bishop, Todd Lincoln, Aaron Moorhead, Marcel Sarmiento et Nacho Vigalondo et sorti en 2014.
Suite de V/H/S/2, il s'agit du 3ème volet de la franchise V/H/S (en).

## Synopsis
Un an après V/H/S/2, plusieurs évènements étranges se passent, un jeune poursuit et filme une course-poursuite entre un camion qui a kidnappé sa copine et une voiture de police, un illusionniste psychotique fou découvre un objet surnaturel, 
une machine fabriquée ouvrant sur un monde parallèle, un groupe de jeunes skaters attaqué par une secte mexicaine et une organisation secrète traquant un homme mystérieux.

## Fiche technique
Sauf indication contraire, les informations mentionnées dans cette section peuvent être confirmées par la base de données cinématographiques IMDb,  présente dans la section « Liens externes ».
- Titre original : V/H/S Viral
- Réalisation : Justin Benson, Gregg Bishop, Aaron Moorhead, Marcel Sarmiento, Nacho Vigalondo, Todd Lincoln
- Scénario : T. J. Cimfel, David White, Marcel Sarmiento, Gregg Bishop, Nacho Vigalondo, Justin Benson, Brad Miska, Todd Lincoln, Aaron Moorhead, Ed Dougherty
- Direction artistique : Noe Cabañas, Seong-Jin, MoonBlake Myers
- Costumes : Beatriz García, Dana Loats, Claire Parkinson, Sean Michael Patton, Laura Cristina Ortiz
- Montage : Aaron Moorhead, Michael Felker, Justin Dornbush, Phillip Blackford, Gregg Bishop, Víctor Berlin, Justin Benson
- Musique : Anntona, Joseph Bishara, Kristopher Carter
- Production : Roxanne Benjamin, Justin Benson, Gary Binkow, Gregg Bishop, Theo Brooks, Dan Caudill, Stephen Caudill, Vince Cupone, Beck Engle, Adam HendricksNahikari, Ipiña John, H. Lang, David Lawson Jr., Brad Miska, Aaron Moorhead, Nils Onsager, Tom Owen, Morgan Patterson, Andrew Reyes, Sten Saluveer, Marcel Sarmiento, Manuel Sánchez, Christopher White, Zak Zeman, Matt Daneri
- Sociétés de production : Bloody Disgusting, Epic Pictures, The Collective Studios et Haxan Films
- Société de distribution : Magnet Relesing (États-Unis)
- Pays d'origine :  États-Unis,  Espagne
- Langues originales : anglais, espagnol
- Format : couleurs - 35mm - 1.78:1 - Son Dolby Digital numérique
- Genres : horreur, found footage, anthologie, thriller
- Durée : 81 minutes, 98 minutes (version longue Blu-Ray)
- Dates de sortie :
  - Royaume-Uni : 25 août 2014 (première sortie mondiale lors du festival Frightfest)
  - États-Unis : 17 octobre 2014
- Classification[2] :
  - États-Unis : R - Restricted
  - France : Interdit aux moins de 16 ans

## Distribution
Vicious Circles
- Patrick Lawrie : Kev
- Emilia Ares : Iris
- Celia K. Milius : la grand-mère
- Steve Berens : le policier
- Garrett Bales : le garçons effrayé
- Ashley Rivers : la fille policière
- Stephanie Silver : Eva
- Charles Johnson : le jeune en BMX no 1
- Ryan Staats : le jeune en BMX no 2
- Robert Andrew Sallberg : le jeune en BMX no 3
- Brad Collin : le jeune en BMX no 4
- Donald Taylor Knott : Bum
- Val Vega : Gabriella
- Angela Garcia : Carolina
- Vanessa Siqueiros : la petite fille no 1
- Lilliana Aliyah Delahoussaye : la petite fille no 2
- Chad Guerrero : l'oncle d'Alberto
- Chad Guerrero Jr. : l'enfant
- Jorge Marquez : Carlos
- Steve Robles : Cesar
- Gary Sugarman : Lewis
- Noelle Ann Mabry : Lulu
- Gary Anderson : le présentateur du journal no 1
- Richard Neil : le présentateur du journal no 2

Dante the Great
- Justin Welborn : Dante le magicien et illusionniste
- Emmy Argo : Scarlett
- Dan Caudill : Gregory Hughes, le détective
- Nathan Mobley : le critique théâtral
- Michael Aaron Milligan : Clay
- John Curran : Blackstone
- Susan Williams : la maman de Dante Carol McMullen
- Randy McDowell : Harry Houdini
- Greyson Chadwick : la fille participant au spectacle d'Houdini no 1
- Amanda Baker : la fille participant au spectacle d'Houdini no 2
- Blair Redford : lui-même
- Jessica Serfaty : elle-même
- Carrie Keagan : Carrie Keagan
- Cory Rouse : lui-même
- Stephen Caudill : le chef du groupe d'intervention du SWAT
- Donnie Reeves : membre du groupe d'intervention du SWAT no 1
- Mary Ruth Ralston : membre du groupe d'intervention du SWAT no 2
- Alex Raul Barrios : membre du groupe d'intervention du SWAT no 3
- Caleb Puca : membre du groupe d'intervention du SWAT no 4
- John Evenden : membre du groupe d'intervention du SWAT no 5
- Carl Kyle Foster : membre du groupe d'intervention du SWAT no 6
- Darren Litehiser : membre du groupe d'intervention du SWAT no 7
- Mallorie Coleman : membre du groupe d'intervention du SWAT no 8
- Brian DePue : membre du groupe d'intervention du SWAT no 9
- Nils Onsager : membre du groupe d'intervention du SWAT no 10
- Greg Hughes : membre du groupe d'intervention du SWAT no 11
- Heather Hayes : la fille dans le lit
- Jessica Luza : la fille dans la douche
- Ashley Caudill : l'assistante du magicien no 1
- McKinley MacLean : l'assistante du magicien no 2
- Amanda S. Hall : l'assistante du magicien no 3
- Angie Dillard : la présentatrice du journal dans background Talent
- Eric Wagner : participant à background Talent no 1
- David Brayfield : participant à background Talent no 2
- Christa Thomas : Pparticipante à background Talent no 1
- Selma Merdanovic : Pparticipant à background Talent no 4
- Robert Hatch : participant à background Talent no 5
- Kenneth Tidwell : participante à background Talent no 2
- Tim Tidwell : participant à background Talent no 5
- David Dubov : participant à background Talent no 6
- Alana Greszata : participante à background Talent no 3
- Heather Muzio Boyle : participant à background Talent no 7
- Brandi Hughes : participant à background Talent no 8
- Carson Hughes : participant à background Talent no 9
- Colton Hughes : participant à background Talent no 10
- John Bishop : participant à background Talent no 11
- Nick Lauinger : l'ami de Dante dans le parc no 1
- Tony Reames : l'ami de Dante dans le parc no 2
- Gregg Bishop : le directeur du documentaire

Parallel Monsters
- Marian Álvarez : Marta
- Gustavo Salmerón : Alfonso
- Xavi Daura : le jeune homme no 1
- Esteban Navarro : le jeune homme no 2

Bonestorm
- Nick Blanco : Danny
- Chase Newton : Jason
- Shane Bradey : Taylor la garçon avec la caméra
- Peter Villalba : l'enfant avec l'argent
- David Castro :
- Alexandra Besore : la fille
- Justin Benson : le Marine
- Aaron Moorhead : l'amie du Marine
- Conrad Pratt : squelette vivant no 1
- Jonez Jones : squelette vivant no 2
- Angel Sala-Belen : squelette vivant no 3
- Michael Flores : squelette vivant no 4
- Alexander Belden : squelette vivant no 5
- Kaley Victoria Rose : la fille dans le parc
- Destorm Power : le garde de sécurité
- Yahel Dooley : l'homme sur le toit
- John Oravec : Bum
- Some Other Guy : l'homme dans la Jeep
- Donal Thoms-Cappello : la voix de Chanting Man
- Isaac Rubio : l'homme hispanique
- Ela Aldrete : la femme hispanique

Gorgeous Vortex
- Jayden Robinson : l'impératrice
- Cheyenne Scarborough : la personne masquée no 1
- Jackson James : la personne masquée no 2
- Mark Stephen Ward : la personne masquée no 3
- Taylor West : la femme dans la chambre de rituelle no 1
- Jade Gotcher: la femme dans la chambre de rituelle no 2
- Tiffany Hamill : la femme dans la chambre de rituelle no 3
- Temple Hull : l'homme dans la chambre de rituelle no 1
- Kasey Landoll : la femme dans la chambre de rituelle no 4
- Niousha Khosrowyar : la femme dans la chambre de rituelle no 5
- Jeannine Harrington : la femme victime no 1
- Anna Kazmi : la femme victime no 2
- Kelsey Richaud : la femme victime no 3
- Faith Tollefson : la femme victime no 4
- Rim Basma : la femme victime no 5
- Lindsay Clift : la femme victime no 6
- Laura Eschmann : la femme victime no 7
- Chloe Nichols :  la femme victime no 8